# Robin (seriefigur)
Robin är en fiktiv person och följeslagare till Batman (Läderlappen) i serier, filmer och TV-serier. Robin är maskerad precis som Batman. Robin är engelska för "rödhake" och således finns även till namnet en koppling till "läderlappen".

## Fiktiv biografi
Det har fram till år 2010 funnits sex olika Robin. Först ut var Dick Grayson som var cirkusakrobat med sina föräldrar, när de dog adopterades Dick av Bruce Wayne, och Dick blev Robin som var Bruce Waynes skyddsling och dök upp första gången i serierna 1940. Det är denna inkarnation som ofta förknippas med rollen som Batmans vapendragare - den som figurerar i filmer och TV-serier. Dick växte dock upp och skapade till slut ett nytt alter ego, Nightwing. Under 1980-talet togs rollen som Robin över av Jason Todd som senare mördades av Jokern. Den tredje Robin hette Tim Drake.
2004 blev Tim tvingad av sin far att sluta vara Robin. Den fjärde Robin var en ung kvinna vid namn Stephanie Brown, dåvarande flickvän till Tim, som tidigare kallat sig för Spoiler. Hon såg ut att ha blivit mördad av Black Mask men detta visar sig senare vara fel. Efter Stephanies "död" fortsätter Tim Drake som Robin.
Under 2008-09 försvinner Batman och antas vara död. Dick Grayson tar över Batmans mantel och väljer då Damian Wayne som den nya Robin.

## I andra medier
I det tecknade eposet Mörkrets riddare av Frank Miller, som gav en möjlig framtida vision om Batman, var det den unga flickan Carrie Kelly som axlade Robins mantel.
Robin gestaltas av Burt Ward i TV-serien Läderlappen från 1966-1968. I Batman Forever från 1995 och Batman & Robin från 1997 är det Chris O'Donnell som spelar rollen som Robin. I TV-serien Titans finns det med två versioner av Robin, Dick Grayson spelas av Brenton Thwaites medan Jason Todd spelas av Curran Walters.